# كيفن بريسمان
كيفن بريسمان (بالإنجليزية: Kevin Pressman) هو لاعب كرة قدم بريطاني في مركز حراسة المرمى، ولد في 6 نوفمبر 1967 في فارهام ‏ في المملكة المتحدة. شارك مع منتخب إنجلترا تحت 21 سنة لكرة القدم ومنتخب إنجلترا لكرة القدم الرديف. أما مع النوادي، فقد لعب مع بورتاداون وستوك سيتي وسكونثورب يونايتد وشيفيلد وينزداي وكوفنتري سيتي وليدز يونايتد وليستر سيتي ونادي مانسفيلد تاون ووست بروميتش ألبيون.

## وصلات خارجية
- كيفن بريسمان على موقع قاعدة بيانات كرة القدم.إي يو (الإنجليزية)
- كيفن بريسمان على موقع Soccerbase.com (لاعب) (الإنجليزية)
- كيفن بريسمان على موقع عالم كرة القدم.نت (الإنجليزية)